# Néo-expérimentalisme
 (janvier 2010).
Si vous disposez d'ouvrages ou d'articles de référence ou si vous connaissez des sites web de qualité traitant du thème abordé ici, merci de compléter l'article en donnant les références utiles à sa vérifiabilité et en les liant à la section « Notes et références ».
La littérature néo-expérimentale est un mouvement récemment[Quand ?] inauguré en littérature arabe moderne (dit, en arabe, المدرسة الحائية). 
La littérature néo-expérimentale est un terme forgé par le traducteur, romancier et nouvelliste marocain Mohamed Saïd Raïhani et son cercle.
Ce mouvement littéraire (المدرسة الحائية) est censé travailler principalement sur la fiction et les domaines narratifs. 
La littérature néo-expérimentale a émergé au Maroc en 2006 ciblant trois buts principaux :
- Libérer forme et fond en fiction
- Montrer le fond littéraire à travers la forme esthétique
- Écrire exclusivement sur les thèmes les plus marginalisés dans la fiction arabe : la liberté, le rêve et l’amour.